# Microestadio River Plate
El Club Atlético River Plate posee en una de las tribunas del Estadio Antonio Vespucio Liberti un microestadio donde principalmente se desempeña el equipo profesional de baloncesto del club y el equipo de vóley. Al contrario de la mayoría de los estadios en la zona de Buenos Aires, hay un estacionamiento fuera del estadio de tamaño considerable. 

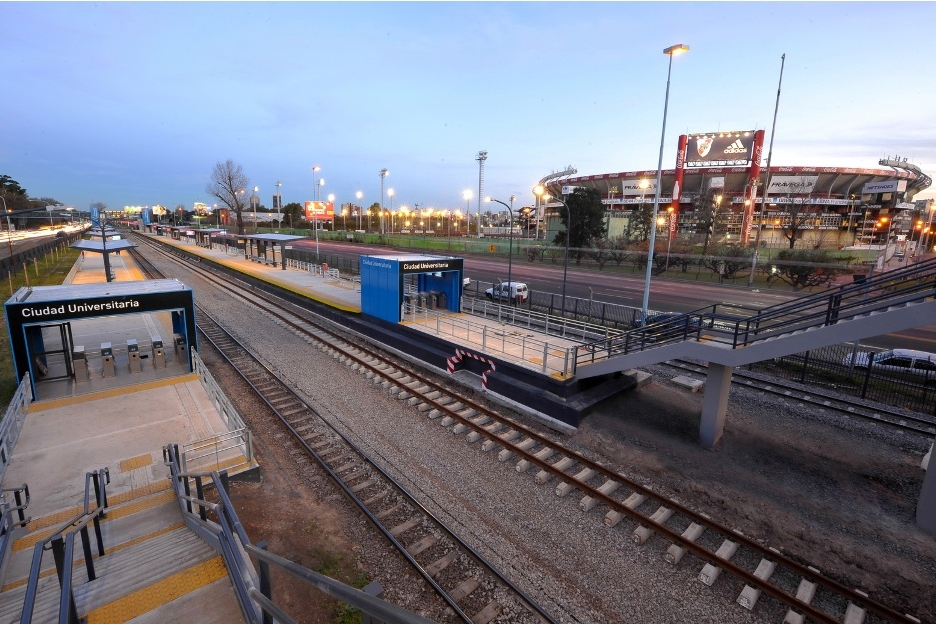
Estación Ciudad Universitaria próxima al estadio.

En agosto de 2015, la Estación Ciudad Universitaria fue inaugurada sobre la Línea Belgrano Norte con el fin de servir tanto al estadio como a la Ciudad Universitaria de Buenos Aires. El estadio está vinculado a la estación a través del Puente Ángel Labruna y la línea conecta al estadio tanto al centro de Buenos Aires por la Terminal de Retiro como también a algunos partidos de la zona norte del Gran Buenos Aires.
El Microestadio, donde juegan de local los equipos de baloncesto y vóley, fue sede del baloncesto durante los Juegos Olímpicos de la Juventud 2018.